# Тубокурарина хлорид
Тубокураринхлорид (d-Тубокураринхлорид) — алкалоид из группы изохинолиновых алкалоидов растительного происхождения, обладающий миорелаксантным физиологическим действием и, благодаря наличию у него такой биологической активности,  применяемый в медицине как мышечный релаксант в виде препарата тубокурарин-хлорида (Tubocurarini chloridum). Является одним из действующих веществ яда кураре и химически представляет собой производное бис-бензилизохинолина (входит в группу из примерно 400 соединений близкого строения, встречающихся в различных видах растений).
Синонимы: Amelizol, Curadetensin, Curarin, Delacurarine, Myostatine, Myricin, Tubadil, Tubaril, Tubarine, Tubocuran, Курарин-аста, Интоксотрин и др.
В медицинской практике используется с 40-х годов XX века. В настоящее время уже редко применяется в медицине (его синтетические аналоги гораздо доступнее и более безопасны в применении).

## История открытия и изучения
Издревле использовался (в виде кураре) южно-американскими индейцами, проживавшими в бассейнах Ориноко и Амазонки, в качестве яда для стрел. Европейцы знали о своеобразном действии кураре ещё с XVI века, но первые серьёзные научные исследования кураре были проведены только в конце XIX века (Р. Бём, 1895 г.). Гарольд Кинг в 1935 г. выделил этот алкалоид из кураре в чистом виде, в 1937 г. установил природный источник этого алкалоида (хондродендрон войлочный), а в 1948 г. им же было установлено строение молекулы данного соединения (впоследствии выяснилось, что не вполне точно). Окончательно строение тубокурарина было установлено только к 1970 г. исследованиями нескольких учёных (А. Дж. Эверетт, Л.А. Лоу, С. Вилкинсон).
Попытки осуществить полный химический синтез этого соединения предпринимались ещё до установления его точного строения. В 1979 г. была предложена полусинтетическая схема синтеза тубокурарина (в качестве исходного соединения использовался один из его предшественников в биосинтезе). В 2016 г. немецкие учёные из Университета им. Иоганна Гутенберга сообщили о разработке ими успешной схемы синтеза тубокурарина, включающей в себя 15 стадий и использующей ванилин в качестве исходного соединения.

## Механизм действия и физиологические эффекты
Является конкурентным ингибитором н-холинорецепторов мионевральных синапсов, снижающим или полностью устраняющим их чувствительность к ацетилхолину, что препятствует возбуждению мышечных волокон под действием нервных импульсов (прямая возбудимость мышц при этом сохраняется). Физиологически это проявляется в полной миорелаксации, имеющей временный и обратимый характер. Действие развивается постепенно, обычно релаксация мышц начинается через 1-1,5 мин, а максимум действия наступает через 3-4 мин.
Подвергается биотрансформации в организме (преимущественно в мышцах).
В небольших и умеренных дозах не оказывает влияния на сознание, органы чувств и биоэлектрическую активность мозга. В больших дозах уже блокирует н-холинорецепторы вегетативных нервных узлов, каротидной зоны и мозгового вещества надпочечников.
Мышцы под воздействием тубокурарина расслабляются в следующей последовательности: мышцы пальцев рук — глаз — ног — шеи — спины, потом межреберные мышцы и диафрагма.
При приеме малых доз остановка дыхания может не произойти (если не блокирована нервная передача к межреберным мышцам и диафрагме), однако при увеличении дозы происходит остановка дыхания; если же производится искусственная вентиляция легких, действие d-тубокурарина постепенно проходит и восстанавливается естественное дыхание.
При этом восстановление функции мышц происходит в последовательности, обратной их расслаблению. При адекватной искусственной вентиляции легких d-тубокурарин не вызывает нарушений основных функций организма.
На сердечно-сосудистую систему d-тубокурарин выраженного непосредственного влияния не оказывает, однако в связи с ганглиоблокирующим действием может вызывать понижение артериального давления (обычно на 15—20 мм рт. ст.). На ЦНС d-тубокурарин в обычных дозах существенного влияния не оказывает. Следует учитывать, что d-тубокурарин способствует освобождению из тканей гистамина и может иногда вызывать спазм мышц бронхов и гортани.

## Фармакокинетика
Плохо всасывается в ЖКТ. Не проникает через гематоэнцефалический барьер и плаценту. Максимальная концентрация в крови достигается в пределах 5-7 мин. после введения. Полная миорелаксация скелетных мышц и апноэ у большинства людей наблюдается при концентрации тубокурарина в плазме крови от 4 до 10 мг/мл.
Период полувыведения у человека - 13 мин. До 40% от введённого количества выводится из организма (с мочой) в неизменном виде. За несколько часов после введения, из организма выводится до 70% от исходного количества, попавшего в организм (особенно интенсивно выводится в первые 25-30 мин. после введения). Практически полностью выводится из организма за 24 ч.
Если требуется более длительное действие, вводят d-тубокурарин повторно, при этом в связи со способностью к кумуляции каждая последующая доза должна быть в 1,5-2 раза меньше предыдущей. Обычно для операции, продолжающейся 2-2,5 ч, расходуется 40-45 мг препарата.

## Применение
Используется как миорелаксант при острых спастических состояниях (судорогах) скелетных мышц (например, при отравлении стрихнином, столбняке, некоторых психических заболеваниях) и как вспомогательное средство при хирургическом наркозе в травматологии и торокальной и абдоминальной хирургии (значительно улучшает протекание как самого наркоза, так и посленаркозного периода).
Вводят внутривенно.
Средняя доза для взрослого человека составляет 15—25 мг, при этом релаксация длится 20—25 мин. Однако дозы d-тубокурарина, так же как и других миорелаксантов, зависят от применяемого наркоза. При комбинированной общей анестезии с применением закиси азота внутривенное введение d-тубокурарина в дозе 0,4—0,5 мг/кг вызывает полное мышечное расслабление и апноэ продолжительностью 20—25 мин. Удовлетворительное расслабление мышц брюшного пресса и конечностей продолжается в течение 20—30 мин.
Если требуется более длительное действие, вводят тубокурарин повторно, при этом в связи со способностью к кумуляции каждая последующая доза должна быть в 1,5—2 раза меньше предыдущей. Обычно для операции, продолжающейся 2—2,5 ч, расходуется 40—45 мг препарата.
При использовании мощных наркотических средств (фторотан, эфир, пентран и др.) дозу снижают на 30-50%. При эфирном наркозе первоначальная доза d-тубокурарина составляет 0,25—0,4 мг/кг.
Тубокурарин применяют только после перевода пациентов на искусственную вентиляцию легких.

## Противопоказания
Лекарственная аллергия на тубокурарин и другие алкалоиды группы кураре, тяжёлая миастения, заболевания лёгких; заболевания, нарушающие электролитный баланс и вызывающие гипокалиемию (поражения печени и почек, кишечная непроходимость).
С осторожностью назначают пожилым пациентам.

## Взаимодействие с другими лекарственными средствами
Антагонистами тубокурарина являются антихолинэстеразные средства (прозерин, галантамин и др.).
Усиливают его действие некоторые другие миорелаксанты (диплацин, анатруксоний, диоксоний).

## Форма выпуска
Форма выпуска: 1% раствор в ампулах по 1,5 мл (15 мг в 1,5 мл).

## Хранение
Хранение: список А.

## Аналоги
Синтетическими аналогами тубокурарина являются дитилин (имеет самую короткую продолжительность миорелаксирующего эффекта - 5-10 мин.), диплацин и павулон (20-40 мин.), а также анатруксоний. Как для тубокурарина, так и для его синтетических аналогов, характерно наличие в молекуле двух катионных центров на расстоянии в 1,5 нм (именно такая особенность строения их молекул позволяет им конкурировать с ацетилхолином в молекулярно-биохимических процессах передачи нервно-мышечного возбуждения).